# Tritsch-Tratsch-Polka
Tritsch-Tratsch Polka (Polca del chiacchiericcio) è una polka veloce di Johann Strauss (figlio).

## Storia
Poco prima del ritorno di Johann Strauss a Vienna dopo aver completato la sua terza stagione di concerti estivi a Pavlovsk, vicino a San Pietroburgo, un articolo apparso nel Wiener Allgemeine Theaterzeitung del 24 settembre 1858 annunciò:
(Wiener Allgemeine Theaterzeitung)
Ma, anche se la Tritsch-Tratsch polka fu portata a termine in Russia, Strauss non la eseguì fino alla stagione seguente di concerti, il 22 maggio 1859.
Rientrato alla sua città natale, Strauss ebbe la sua prima apparizione pubblica ad un concerto nei Volksgarten il 21 novembre 1858, in cui vi fu l'anteprima viennese di: Abschied von San Petersburg Walzer op. 210, Champagner-Polka op. 211, Fürst Bariatinsky-Marsch op. 212 e della Bon-Bon Polka op. 213.
Tre giorni dopo, il 24 novembre, durante un concerto a fianco del fratello Josef Strauss alla taverna Zum grossen Zeisig nel sobborgo di Neubau, Johann eseguì nuovamente i pezzi precedenti, aggiungendovi un'ulteriore novità: la Tritsch-Tratsch-Polka.
Il nuovo lavoro fu un successo sensazionale e il Wiener Allgemeine Theaterzeitung, nella sua edizione del 27 novembre 1858, scrisse:
(Wiener Allgemeine Theaterzeitung)
Le richieste per il nuovo lavoro furono talmente numerose che Haslinger fu costretto ad affrettarsi con le pubblicazioni: la versione per pianoforte della polka fu scritta nel giro di poche ore e la sua prima edizione uscì in commercio già il 1 ° dicembre 1858.
Strauss, anche se cominciò a comporre la Tritsch-Tratsch-Polka in Russia, ebbe l'idea per il titolo a Vienna. Il 7 marzo 1858 un nuovo giornale fece la sua comparsa nelle edicole viennesi intitolato Tritsch-Tratsch e descritto come un "Divertente e satirico settimanale", successore del Der Teufel in Wien (Il diavolo a Vienna) giornale che dopo una breve esistenza aveva cessato di essere pubblicato il 25 febbraio 1858.
La direzione del nuovo giornale fu curata dal popolare scrittore Anton Varry con i contributi di O.F. Berg e Josef Wimmer (tutti e tre amici, o almeno conoscenti, di Johann Strauss).
Anche se la pubblicazione del giornale fu una novità assoluta, la scelta del titolo faceva riferimento a Der Tritschtratsch del 1833, una commedia musicale di un atto (con musica di Adolf Müller Sr.) ispirata da un'opera del grande drammaturgo e scrittore austriaco Johann Nepomuk Nestroy (1801-62).